# Tótújfalu

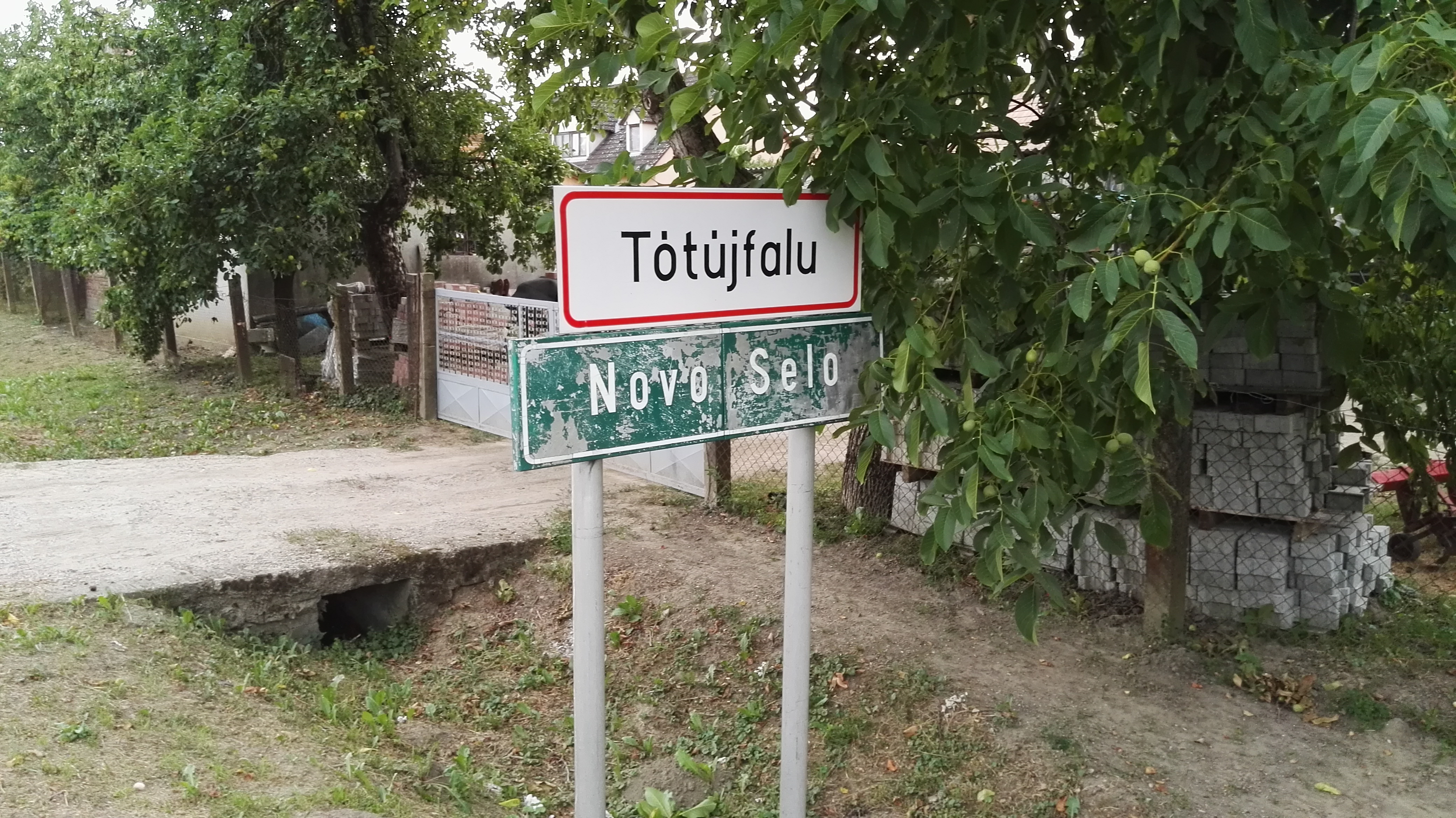
Ortstafeln auf Ungarisch und Kroatisch

Tótújfalu (kroatisch Novo Selo) ist eine ungarische Gemeinde im Kreis Barcs im Komitat Somogy. Knapp sechzig Prozent der Bewohner gehören zur Volksgruppe der Kroaten.

## Geografische Lage
Tótújfalu liegt 52 Kilometer südwestlich des Komitatssitzes Kaposvár und 15 Kilometer südöstlich der Kreisstadt Barcs am linken Ufer des Flusses Dráva, der die Grenze zu Kroatien bildet. Nachbargemeinden sind Potony im Norden, Lakócsa im Osten und Szentborbás im Süden. Jenseits des Flusses befindet sich der kroatische Ort Detkovac.

## Geschichte
Im Jahr 1913 gab es in der damaligen Kleingemeinde 91 Häuser und 638 Einwohner auf einer Fläche von 1818 Katastraljochen. Sie gehörte zu dieser Zeit zum Bezirk Barcs im Komitat Somogy.

## Sehenswürdigkeiten
- Römisch-katholische Kirche Szent Anna, erbaut in den 1750er Jahren im barocken Stil

## Verkehr
Durch Tótújfalu verläuft die Nebenstraße Nr. 58163. Es bestehen Busverbindungen über Potony, Kastélyosdombó, Drávagárdony, Drávatamási und Darány nach Barcs sowie über Lakócsa und Szentborbás nach Felsőszentmárton. Der nächstgelegene Bahnhof befindet sich nordwestlich in Darány. Durch den Ort führen der Drei-Flüsse-Fahrradweg (Három folyó túraútvonal) sowie der Fernradweg EuroVelo EV13.